# Кулига (сельское поселение Спаспоруб)
Кулига (коми Кулига) — деревня в Прилузском районе Республики Коми России. Входит в состав сельского поселения Спаспоруб.

## География
Деревня находится в юго-западной части республики, в подзоне средней тайги, в пределах Вычегодской равнины, на левом берегу реки Поруб, на расстоянии примерно 48 километров (по прямой) к северо-западу от села Объячева, административного центра района. Абсолютная высота — 147 метров над уровнем моря.
Климат
Климат характеризуется как умеренно континентальный, с продолжительной суровой многоснежной зимой и коротким прохладным летом. Средняя температура воздуха самого холодного месяца (января) составляет −17 °C (абсолютный минимум — −50 °С); самого тёплого месяца (июля) — 15 °C (абсолютный максимум — 35 °С). Годовое количество атмосферных осадков — 700 мм.
Часовой пояс
Кулига, как и вся Республика Коми, находится в часовой зоне МСК (московское время). Смещение применяемого времени относительно UTC составляет +3:00.

## История
Впервые упомянута в 1620 г как деревня с 3 дворами. В 1926 здесь (Кулижская) 25 дворов, 143 жителя, в 1970 172 человека, в 1979 году 123, в 1989 91 человек.

## Население
| 2010 |
| ---- |
| 51   |

Гендерный состав
По данным Всероссийской переписи населения 2010 года в гендерной структуре населения мужчины составляли 41,2 %, женщины — соответственно 58,8 %.
Национальный состав
Согласно результатам переписи 2002 года, в национальной структуре населения коми составляли 90 % из 89 чел.